# Oxford Institute for Energy Studies
L'Oxford Institute for Energy Studies, fondé en 1982, est un institut de recherche indépendant sur l'énergie,,, basé à Oxford.
Son objectif déclaré est d'entreprendre des recherches sur les questions qui affectent le secteur énergétique mondial, et de contribuer à éclairer le débat public et à améliorer la compréhension de l'économie politique de l'énergie,, la politique énergétique et de la transition énergétique.

## Recherches et publications
Les chercheurs de l’Oxford Institute for Energy Studies sont fréquemment cités dans les médias internationaux,.